# IMBEL IA2
IMBEL A2 (IA2) é um fuzil fabricado pela IMBEL com o intuito de substituir o IMBEL M964 FAL no Exército Brasileiro e na Marinha do Brasil e o SIG SG 550 e o Heckler & Koch HK33 na Força Aérea Brasileira. É o primeiro fuzil 100% produzido no Brasil.

## História
O IA2 foi criado pelo Capitão Paulo Augusto Capetti Rodrigues Porto (Hoje Tenente-Coronel ), da Indústria de Material Bélico do Brasil (IMBEL) para substituir o FN FAL e suas variantes nas fileiras do Exército Brasileiro. Após o Exército constatar que o IMBEL MD-97 não poderia suprir os requisitos básicos para substituir o FAL, a IMBEL começou a modernizar o projeto do MD-97, porém, a simples modernização do projeto, que usava muitas peças do FAL, não era suficiente para suprir as necessidades do Exército.
Com isso, começou o projeto de uma arma totalmente nova, em 2012; inicialmente nomeada como MD-97 Mk.II, mesmo não se tratando de uma simples modernização do MD-97, e sim de um fuzil totalmente novo. O fuzil, que usa componentes do FAL e do M16, veio ao público em 2010, quando começou a ser testado no Centro de Avaliações de Exército (CAEx), no Campo de Provas de Marambaia, Rio de Janeiro. Em 2012, o Exército fez a encomenda inicial de 1.500 fuzis IA-2, no modelo 5,56×45mm NATO e 7,62×51mm NATO, para serem distribuídas para teste entre várias unidades do Exército, como a Brigada de Operações Especiais, a Brigada de Infantaria Paraquedista e as Brigadas de Infantaria de Selva.
O produto final realizou mais de 70 mil tiros, em testes de resistência, submetido a areia, poeira, altas e baixas temperaturas, bem como imersão em água, seguida de disparo. O desempenho em testes em ambiente em selva provou sua confiabilidade, assim como seu tempo de escoamento de 15 segundos após submersão. Também foi testado seu desempenho em paraquedismo, caatinga, operações especiais etc. Estaria sendo produzida uma coronha retrátil.
A partir de 2012, foram realizados testes para a avaliação operacional de 20 fuzis pelo Corpo de Fuzileiros Navais através do Batalhão de Operações Especiais de Fuzileiros Navais, do Batalhão de Operações Ribeirinhas e 3º Batalhão de Infantaria de Fuzileiros Navais, sob a coordenação da Diretoria de Sistemas de Armas da Marinha (DSAM) e do Comando do Material de Fuzileiros Navais (CMatFN). Foi avaliado o desempenho do fuzil em condições operativas, onde se verificou, por exemplo, sua compatibilidade com os equipamentos individuais do militar e a sua resistência a impactos e ao contato com areia, água ou lama.
Em Dezembro de 2013, o Exército fez uma encomenda de 20.000 fuzis 5,56. Em 2016, foi divulgado que o CAEx estaria para testar cinco protótipos da versão Fz 7,62.

## Descrição
O IA2 é um fuzil de fogo seletivo, que, dependendo da versão, pode ter mecanismos diferentes:
- Fuzil 5,56 e outras variantes em 5,56x45 mm NATO: Sistema de ferrolho rotativo, com sete ressaltos;
- Fuzil 7,62 (7,62x51 mm NATO): Sistema de ferrolho basculante, similar ao utilizado no FAL.

Mesmos com sistemas de ferrolho diferentes, ambos os fuzis têm características similares, como o sistema por acionamento de gases (na qual os gases resultantes do disparo são desviados para um tubo acima do cano, que empurram um pistão, localizado no tubo, o qual empurra o kit do ferrolho, liberando o estojo e carregando a câmara com outra munição), detalhes da mecânica foram alterados (como, por exemplo, o extrator, que teve seu desenho modificado para melhorar o processo de ejeção dos cartuchos deflagrados e o posicionamento do percussor foi modificado).
Seu seletor de modo de disparo possui 3 posições: Segurança (S), Tiro Semiautomático (SA) e Tiro Automático (A).

## Características
O fuzil teve sua ergonomia melhorada, com tamanho diminuído e empunhadura melhorada, o que quebra uma das principais similaridades do MD-97 com o FAL. A empunhadura em polímero, bem mais ergonômica do que nas armas anteriores, permite um posicionamento mais confortável da mão nas posições de pé, ajoelhado e deitado, além de possuir um guarda-mato em polímero integrado à peça, evitando as superfícies de contato em metal do modelo anterior, que causava certos ferimentos no manuseio rústico e resultava em problemas no frio.

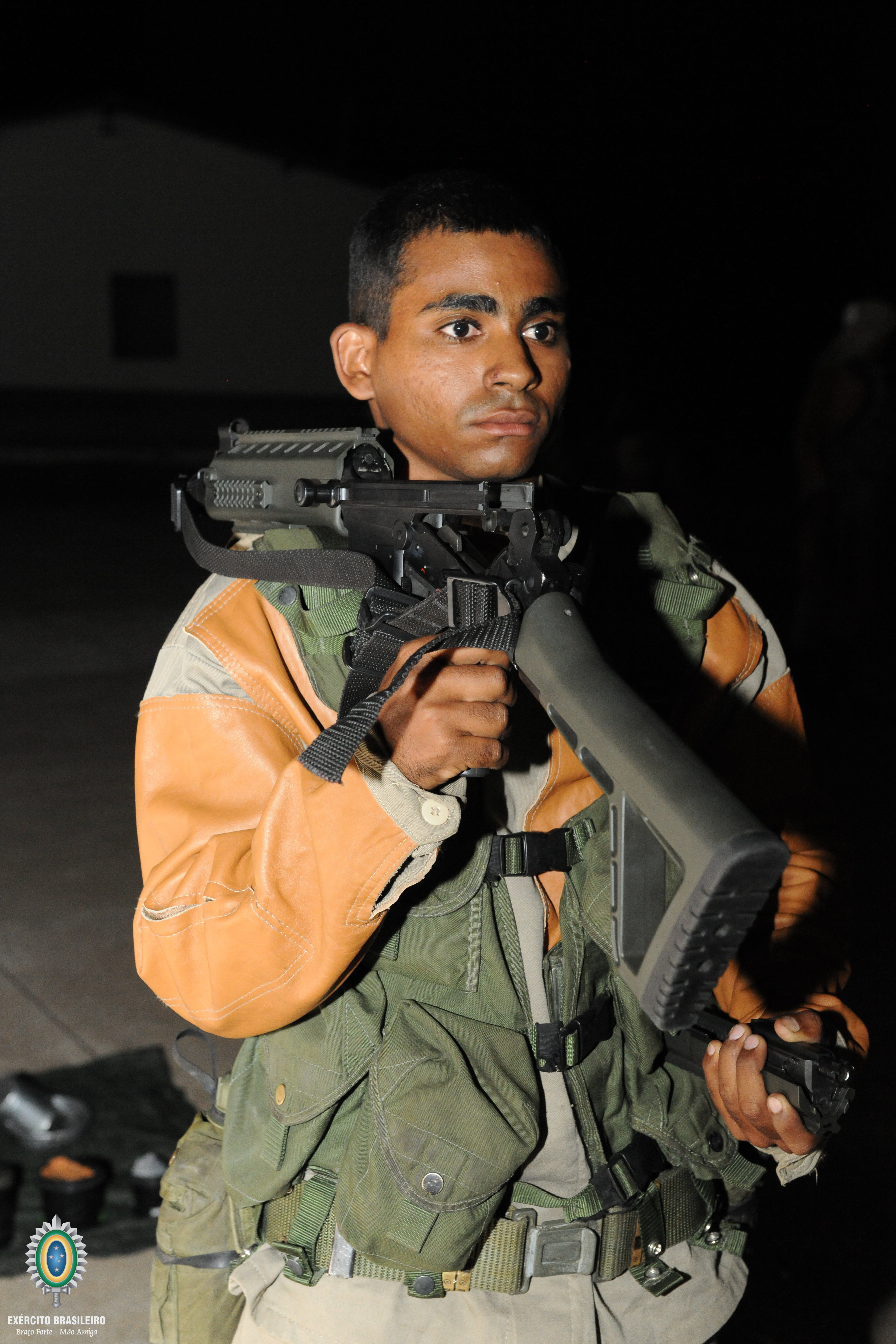
Manutenção de um fuzil IA2 na caatinga.

Inicialmente, na versão 5,56, foi projetada uma coronha telescópica, em polímero, de desenho moderno, muito similar à utilizada no fuzil FN SCAR, e na versão 7,62, uma coronha de polímero rebatível muito similar à do M964A1 Para-FAL, com desenho moderno. Com o tempo, a coronha do 5,56 foi abandonada, sendo suplantada pela coronha da versão 7,62, mais barata e fácil de fabricar. A chapa da soleira tem borracha de alta resistência para amenizar o impacto. A cobertura em polímero da coronha evita o contato da pele do rosto com superfícies metálicas, sendo especialmente útil em operações a temperaturas extremas. Permite ser dobrada sem que seja pressionado nenhum botão, porém, como forma de mantê-la na posição rebatida em segurança, há um sistema de encaixe solidarizando o topo da coronha com o defletor de cartuchos.
O IA2 usa componentes do FAL e do M16. O carregamento do fuzil se faz a depender sua variante. As variantes em 5,56×45mm NATO são carregadas com um carregador STANAG, com capacidade de 30 cartuchos, padrão em todas as forças da OTAN; já as da versão 7,62×51mm NATO são carregadas com um carregador padrão do FAL, com capacidade de 20 cartuchos.
O IA2 utiliza a mesma mira do Para-FAL, alça de mira do tipo rampa deslizante, com as posições de 150 e 250 metros, sendo regulável manualmente no plano horizontal, sem necessidade do emprego de chaves de fenda ou outras ferramentas. A massa de mira também é a mesma do FAL, regulável em altura.
O guarda-mão tem uma placa de alumínio interna defletora de calor, o que permite até 200 tiros em sequência sem aquecimento, ao contrário do FAL, que não passava de 60. Os aparelhos são fixos, enquanto o de seu irmão mais velho, solto, o que provocava ruídos.
Contrário ao FAL, os disparos do IA2 não têm a tendência de subir e a arma tem melhor desempenho em ambientes urbanos e próximos, com um tamanho de cerca de 30 cm e peso de cerca de 2 kg menores do que os anteriores.

### Acessórios
Por ter sua caixa de culatra e seu guarda-mão repleto de trilhos picatinny, o IA2 pode ser equipado com uma vasta gama de acessórios, que incluem lunetas, miras RDS (Red Dot Sight), miras holográficas, intensificadores de imagem, lanternas táticas, Lança-Granadas M203, unidades de controle de tiro, designadores a laser, entre outros acessórios. O cano é equipado com um quebra-chamas padrão da OTAN, podendo ser equipado com granadas de bocal. O fuzil pode ser equipado com uma baioneta IA2 ou AMZ, fabricadas pela IMBEL.

## Críticas
O IA2 vem sendo duramente criticado por especialistas e usuários. Entre as críticas, estão o fato de não possuir uma alavanca de manejo solidária ao transportador do ferrolho, tampouco o "retém safa panes" (forward assist), obrigando o soldado a desmontar e fazer a manutenção do fuzil em meio ao combate. Logo, não há solução para as panes de não trancamento correto devido ao acúmulo de lama ou areia ou não manutenção. Apesar de apresentar um ferrolho rotativo na versão 556, ele foi adaptado ao máximo para se manter o layout básico do FAL.
A tampa da culatra é deslizante e não é fixa ao guarda-mão superior, o que torna ineficaz o uso de miras e equipamentos óticos de precisão, inclusive tornando-o inútil na função de sniper. A mira tende sempre a desajustar com a força do movimento do ferrolho.
O IA2 também não modificou o eixo basculante da desmontagem da arma, que fica entre o receptáculo do carregador e o guarda-mato, assim dificultando muito a manutenção da arma e principalmente diminuindo o acesso ao mecanismo do gatilho e trava. Também dificulta a substituição de partes do corpo da arma. Fuzis modernos, como o M16, contornaram esse problema adotando o eixo basculante à frente do receptáculo do carregador e logo abaixo da junção do cano ao corpo da arma. Dessa forma, aumenta-se muito o ângulo de abertura da arma e facilita-se a manutenção e o intercâmbio de partes do fuzil.

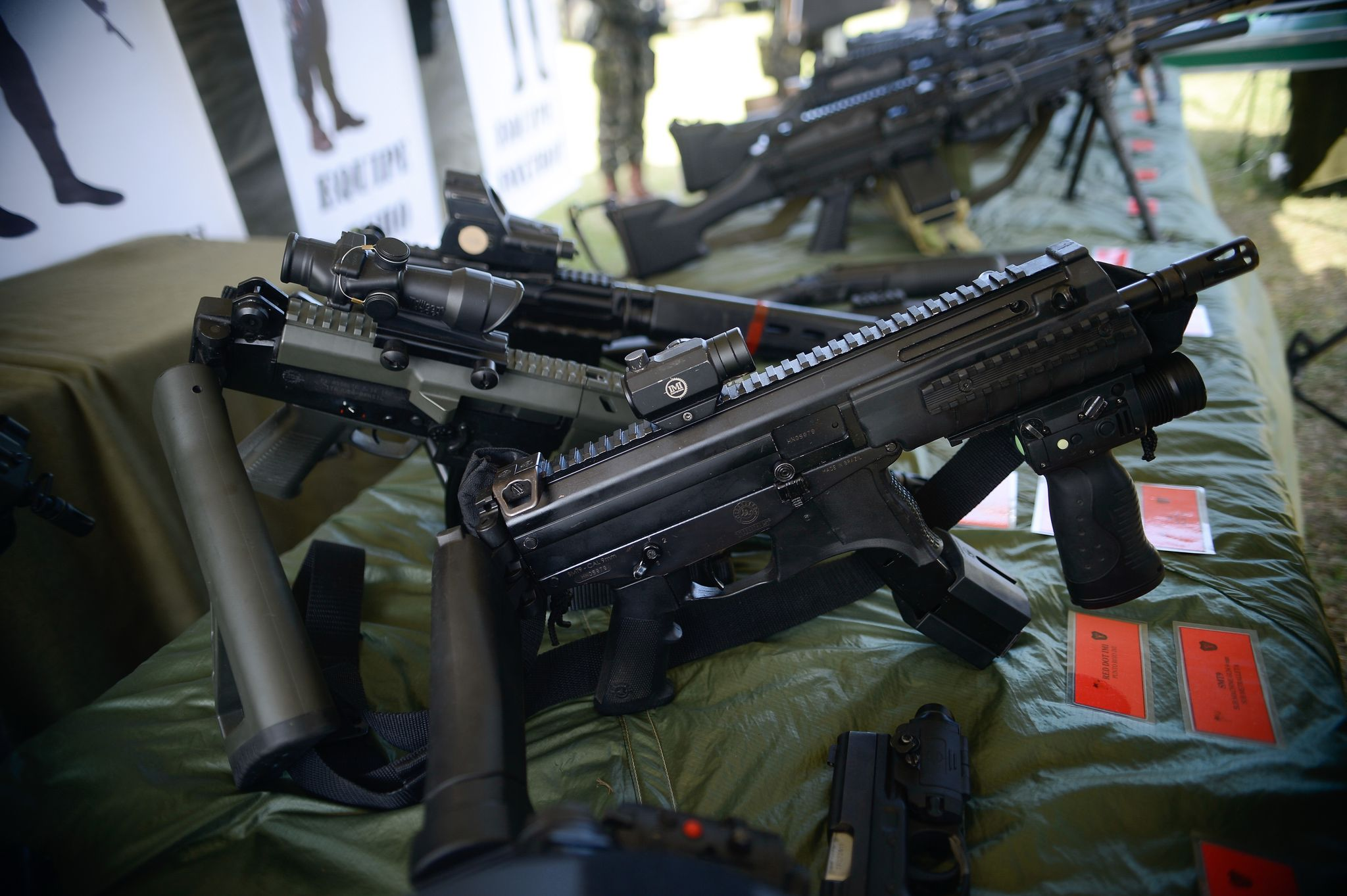
IA2 com a coronha rebatida (atrás).

Apesar da coronha de polímero, o IA2 usa o mesmo mecanismo de rebatimento do MD97, de metal. Também é criticado o abandono da coronha retrátil, que proporciona melhores condições de uso por pessoas de diversas estruturas e facilita o manejo da arma a partir de posições incomuns de tiro em combates urbanos.
A tecla seletora de tiro é a mesma do MD97, e adota um ângulo de 180º. Enquanto isso, fuzis modernos, visando melhor ergonomia, adotam um angulo de 90º. Isso evitaria que o operador precise tirar a mão da empunhadura para acionar a tecla e também que, incomodamente, estique demais seu dedo.
Os trilhos não são fixos e não cobrem toda a extensão da arma e o fuzil tem 200 partes, dificultando o trabalho da manutenção.
Duas características, mantidas do FAL e MD97, são a alavanca de acionamento do ferrolho posicionada no lado esquerdo do fuzil, não ambidestra, não podendo ser trocada sua posição e seu seletor de modo de disparo, que é posicionado no lado esquerdo do conjunto do gatilho da arma. Tudo isso dificulta a operação por atiradores canhotos. Embora seja vastamente criticado o fato de ser, declaradamente, um fuzil 100% destro (segundo o Exército Brasileiro, apenas 10% da tropa é canhota), o IA2 é tido como seguro para canhotos.

## Variantes
| IA2                   | IA2                 | IA2                             | IA2                            | IA2     | IA2                                                 |
| Nome                  | Comprimento do Cano | Comprimento (Coronha Estendida) | Comprimento (Coronha Rebatida) | Peso    | Notas                                               |
| --------------------- | ------------------- | ------------------------------- | ------------------------------ | ------- | --------------------------------------------------- |
| Fuzil de Assalto 5,56 | 350 mm              | 850 mm                          | 600 mm                         | 3,38 kg | Carregador OTAN com capacidade de 30 tiros          |
| Carabina 5,56         | 350 mm              | 850 mm                          | 600 mm                         | 3,38 kg | Carregador OTAN com capacidade de 30 tiros          |
| Fuzil de Assalto 7,62 | 389 mm              | 920 mm                          | 670 mm                         | 4,03 kg | Carregador padrão do FAL com capacidade de 20 tiros |
| Carabina 7,62         | 265 mm              | 800 mm                          | 550 mm                         | 3,76 kg | Carregador padrão do FAL com capacidade de 20 tiros |

## Utilizadores
Brasil

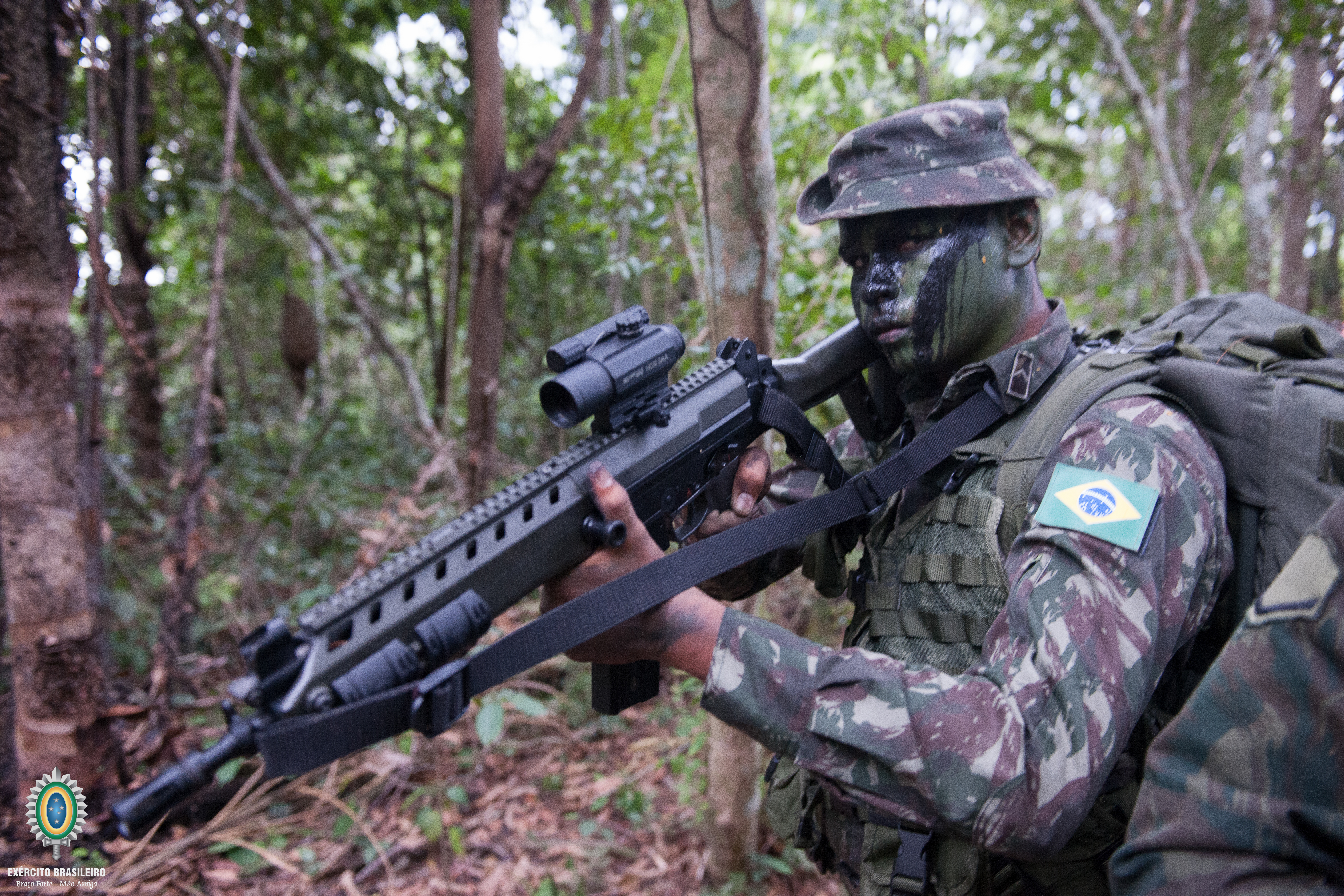
Soldado do Exército Brasileiro na Amazônia com seu fuzil IA2.

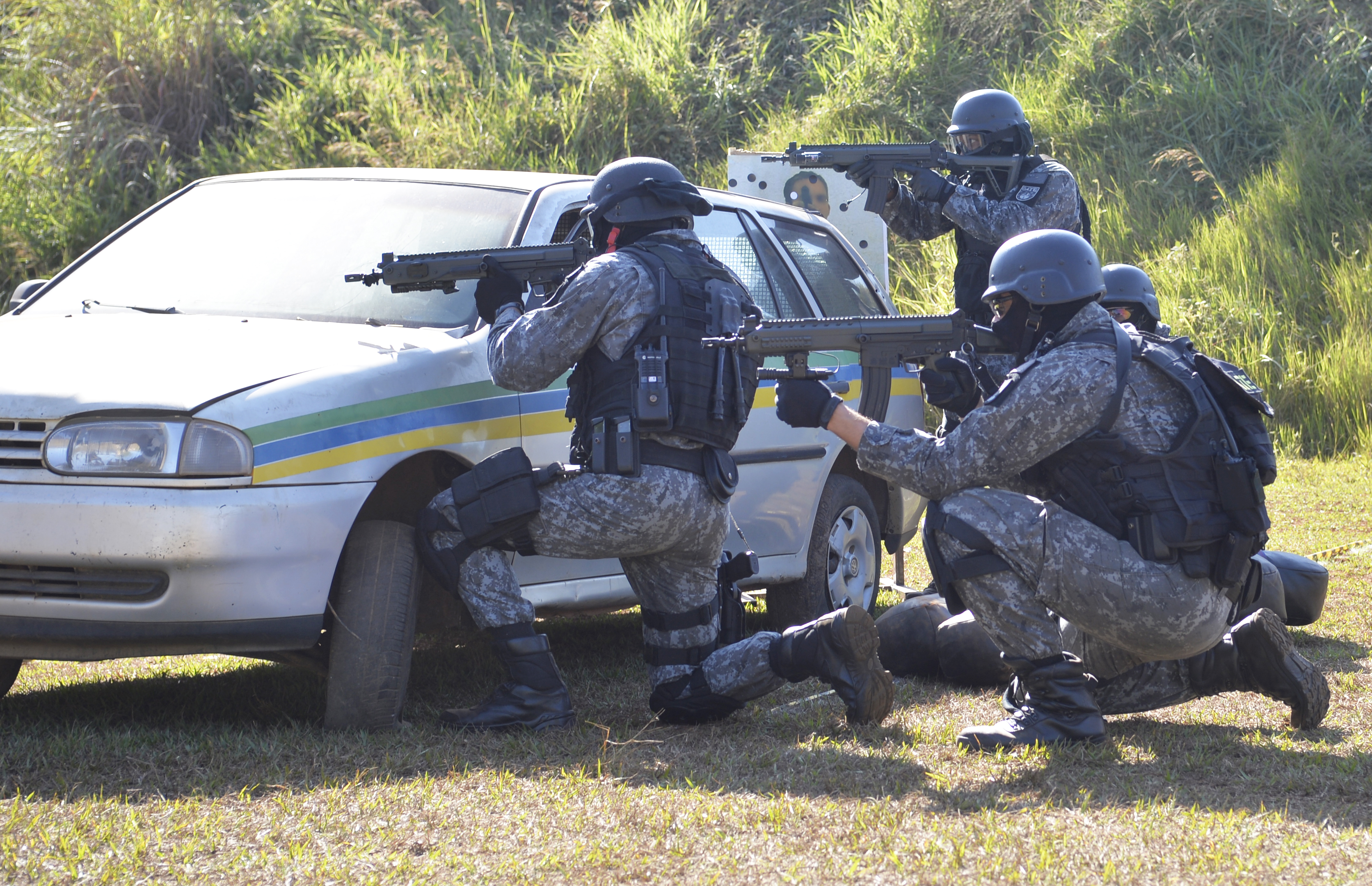
IA2 em uso pelo Grupo de Ações Táticas Especiais (GATE) da Polícia Militar do Estado de São Paulo, durante o Exercício Conjunto de Enfrentamento ao Terrorismo.

- Exército Brasileiro: 20.000 fuzis IA2 5,56 foram adquiridos em Dezembro de 2013, para equipar a maioria de suas unidades em substituição do FAL.[5][7] Planeja-se que o Exército troque 140 mil armas.[9]
- Força Aérea Brasileira: Foi anunciado que a Aeronáutica adquiriu IA2, para substituir o Heckler & Koch HK33 e, no Esquadrão Aeroterrestre de Salvamento (PARA-SAR), o SIG SG 550.[5][13][14] Posteriormente foi divulgado que o IA-2 foi testado apenas como parte de sua avaliação operacional sem a intenção de compra por parte da Força Aérea Brasileira [48]
- Marinha do Brasil: Após passar por testes, inclusive no Batalhão de Operações Especiais de Fuzileiros Navais, o Corpo de Fuzileiros Navais solicitou o IA2 ("com duas ou três sugestões de melhoramentos") para substituir o FAL nos GptFN subordinados aos Distritos Navais.[15][16] Anteriormente, havia sido erroneamente anunciado que o IA2 seria designado para substituir o M16A2 da Colt.[5][13]
- Força Nacional de Segurança Pública: Ca 556.[9][17]
- Receita Federal: Adquiriu recentemente 50 unidades da Ca 556 com a finalidade de equipar suas unidades de fiscalização nas fronteiras.[18]
- Brigada Militar do Rio Grande do Sul: 08 Ca 556.[19][20][21]
- Polícia Civil do Estado do Rio Grande do Sul: 04 Ca 5,56 mm com bandoleira de 3 pontos e dois carregadores metálicos cada, além de um carregador sobressalente. Pelo menos 01 destes em uso pela 28ª Região Policial de Carazinho.[22][23][24]
- Polícia Civil do Estado de Alagoas: Ca 556 para o Tático Integrado de Grupos de Resgates Especiais (TIGRE).[25]
- Polícia Civil do Estado de Minas Gerais:[9] Utilizado pelo Departamento de Operações Especiais (DEOESP).
- Polícia Civil do Estado de São Paulo: Ca 556.[26]
- Polícia Militar do Estado de Minas Gerais: Utilizado pelo Grupamento de Ações Táticas Especiais (GATE).[27]
- Polícia Militar do Estado do Ceará: Ca 556 para o Batalhão de Polícia de Choque.[28]
- Polícia Militar do Estado de Rondônia: 20 Ca 556.[29]
- Polícia Militar de Santa Catarina: 05 Fz Ass 556, estando em uso pelo efetivo de Camboriú (02 Fz Ass)[30] e Canoinhas (03 Fz Ass, com uma bandoleira de 3 pontos e seis carregadores metálicos cada, além de um carregador sobressalente).[31] 01 Ca 556 em uso pelo efetivo de Tijucas.[32]
- Polícia Militar do Estado de São Paulo: As unidades especializadas Rondas Ostensivas Tobias de Aguiar (ROTA) e Força Tática do 13º BPM, sediado em Araraquara, receberam um lote de 500 fuzis IA2.[13][2] No 4º BPM-I, foram adquiridas 13 carabinas destinados à Força Tática de Bauru e às companhias de Pirajuí, Pederneiras e Lençóis Paulista.[33][9] Membros do Grupo de Ações Táticas Especiais (GATE) também demonstraram o uso de fuzis IA2.[34]
- Polícia Militar do Estado do Espírito Santo: A Polícia Militar do Espírito Santo adquiriu um número não especificado de carabinas IA2.[35]
- Polícia Militar do Estado do Maranhão: R$ 576 mil em Fz Ass 556.[36]
- Polícia Militar do Estado de Mato Grosso: 70 Ca 556 para o Grupo Especial de Fronteira (GEFRON), com dois carregadores cada, e 30 carregadores sobressalentes.[37][38][39]
- Polícia militar da Paraíba
- Polícia Militar do Estado do Pará: 182 Fz Ass 556, com dois carregadores metálicos e uma bandoleira cada.[40]
- Polícia Militar do Paraná: 08 Fz Ass 556, estando em uso pelo efetivo de Sarandi (02 Fz Ass pra Rotam comprados por empresários locais),[41] Tijucas do Sul (01 Fz Ass comprado pela população)[42] e da 2ª Companhia de Polícia Militar (05 Fz Ass comprados pela população: 02 para Laranjeiras do Sul, 01 para Rio Bonito do Iguaçu, 01 para Cantagalo e 01 para Nova Laranjeiras).[43][44]
- Polícia Militar do Estado do Piauí: 26 Ca 556.[45]
- Diretoria Geral de Administração penitenciária do   Estado de Goiás - DGAP/GO, sendo utilizado pelos Grupos de Operações Penitenciárias Especiais (GOPE) e do Grupo de intervenção tática (GIT)

Segundo Alte Zyberberg, diretor industrial da Imbel, haveria um negócio "praticamente fechado" com um país da América do Sul e uma proposta da Arábia Saudita.

## Na cultura

### Jogos eletrônicos
- Em Call of Duty: Ghosts, o IA2 7,62 se encontra na categoria de Designated Marksman, com uma taxa de 545 disparos por minuto e um carregador com capacidade de 18 cartuchos.[46]
- Em Warface, o IA2 é uma arma de GP disponível para a classe dos Fuzileiros.[47]

### Filmes
- O IA2 faz uma breve aparição de merchandising em Tropa de Elite 2: o Inimigo agora É Outro, sendo operado pelo Capitão Nascimento durante a cena em que é emboscado.[48]